# Choetospilisca indica
Choetospilisca indica är en stekelart som beskrevs av Durgadas Mukerjee 1975. Choetospilisca indica ingår i släktet Choetospilisca och familjen puppglanssteklar. Inga underarter finns listade i Catalogue of Life.